# Бернон, Блёэтт
Блёэтт Бернон  (фр. Bleuette Bernon) — французская актриса, снималась в фильмах Жоржа Мельеса.

## Биография
Знакомство Блёэтт Бернон с режиссёром Жоржем Мельесом произошло в Париже в кабаре L’Enfer, где она выступала. В дальнейшем актриса появлялась на экране в пяти его картинах. Так, в 1899 году она снималась в фильмах «Жанна д’Арк» и «Золушка», в 1901 году — в «Синей Бороде».
В 1902 году в наиболее известном фильме Мельеса «Путешествие на Луну» Блёэтт сыграла небольшую роль Фебы — одной из девушек на луне.
В 1903 году снялась в роли Авроры в фильме «В царстве фей».

## Фильмография

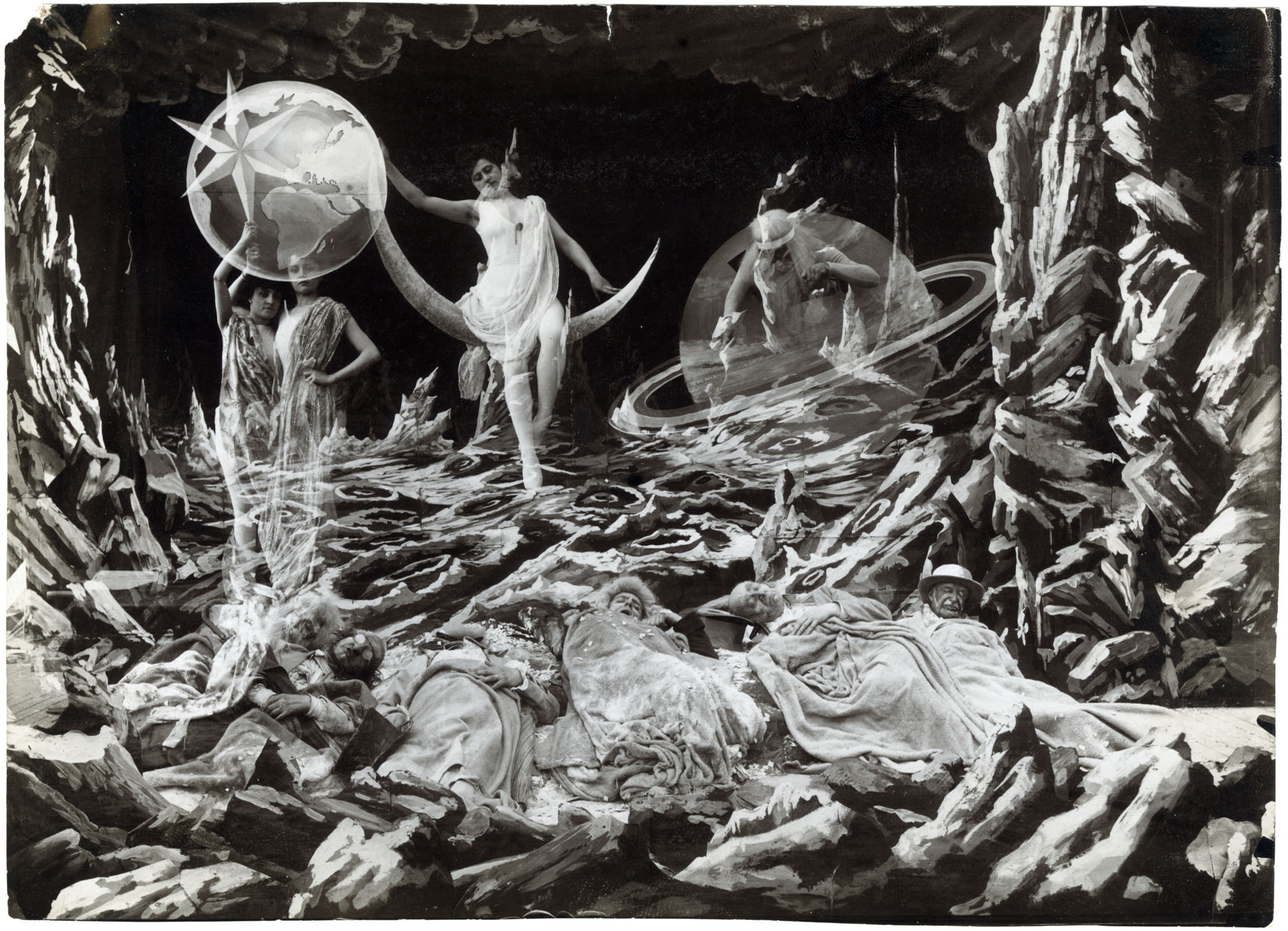
Кадр из фильма «Путешествие на Луну». Девушки на луне

- 1899 — Золушка / Cendrillon — фея-крёстная
- 1899 — Жанна д’Арк / Jeanne d’Arc
- 1901 — Синяя Борода / Barbe-bleue — фея
- 1902 — Путешествие на Луну / Le Voyage dans la Lune — девушка на Луне
- 1903 — В царстве фей / Le royaume des fées — Аврора